# Associação de Voleibol de Hong Kong
A Associação de Voleibol de Hong Kong  (em inglêsː Volleyball Association of Hong Kong, em chinêsː版權所有 不得轉載, VBAHK) é  uma organização fundada em 1976 que governa a pratica de voleibol em Hong Kong, sendo membro da Federação Internacional de Voleibol e da Confederação Asiática de Voleibol, a entidade é responsável por  organizar  os campeonatos nacionais de  voleibol masculino e feminino no país.